# Dobra (Spree)
Die Dobra ist ein etwa 25 Kilometer langer linker Nebenfluss des Südumfluters und somit der Spree in Brandenburg. Sie entspringt bei Babben, einem Ortsteil der Gemeinde Massen-Niederlausitz im Landkreis Elbe-Elster, und mündet nordöstlich von Boblitz im Landkreis Oberspreewald-Lausitz in den Südumfluter. Von der Quelle bei Babben bis zum Zusammenfluss mit dem Landwehrgraben bei Erpitz wird der Fluss auch als Schrake bezeichnet. Auf dem kurzen Stück zwischen dem Zusammenfluss mit dem Boblitzer Dorfgraben und der Mündung in den Südumfluter ist die Bezeichnung Boblitzer Kahnfahrt gebräuchlich.

## Lage
Die Dobra entspringt südlich des Dorfes Babben im Naturpark Niederlausitzer Landrücken. Der Verlauf dieses Teils bis Erpitz wird im Artikel Schrake beschrieben. Westlich von Erpitz fließt der Landwehrgraben von rechts in die Dobra, die von dort an weiter nach Norden fließt. Sie durchquert den Ort Groß Jehser, fließt unter der Landesstraße 52 hindurch und teilt den Ort Bathow. Hinter Bathow liegt der Lauf der Dobra zwischen der Bundesautobahn 13 und dem Schönfelder See. Dieser See entstand durch die Flutung des Restloches des ehemaligen Braunkohletagebaus Seese-West und wird von der Dobra entwässert. Südlich von Kittlitz fließt die Dobra um den Mühlenteich herum. Kurz hinter Kittlitz mündet die Kleptna in die Dobra.
Östlich von Groß Klessow fließt die Dobra unter der Bundesautobahn 15 hindurch und somit in das Biosphärenreservat Spreewald. Danach passiert der Bachlauf die Ortslage Boblitz, wo von Süden der Boblitzer Dorfgraben in die Dobra mündet. Ab diesem Punkt wird der Fluss auch als Boblitzer Kahnfahrt bezeichnet. Am südlichen Ufer der Dobra liegt hier der Naturhafen Boblitz. Hinter Boblitz fließt die Dobra unter der Bahnstrecke Berlin–Görlitz hindurch und mündet kurz danach in den Südumfluter.

## Geschichte
Der Name des Flusses stammt aus dem Niedersorbischen. Er ist von dem Wort dobry = „gut, wohlgefällig“ abgeleitet und bedeutet somit etwa „guter Bachlauf“.
Der Oberlauf der Dobra in seiner heutigen Form entstand erst durch die Schrakeregulierung. Die historisch korrekte Quelle der Dobra lag südlich von Erpitz an der Quelle des Flusses, der heute als Landwehrgraben bezeichnet wird. Die Schrake mündete dann zwischen Lichtenau und Hänchen (jetzt Schönfeld) von links in die Dobra. Aufgrund des Aufschlusses des Braunkohletagebaus Seese-West im Jahr 1976 musste der Bachlauf der Dobra zwischen Bathow und Hänchen verlegt werden, ursprünglich lag Hänchen direkt am Fluss. Der Lauf der Schrake wurde die Tagebaue Schlabendorf-Nord und Schlabendorf-Süd abgegraben und die Schrake zwischen Tugam und Erpitz verlegt, sodass sie nun bei Erpitz in die ursprüngliche Dobra fließt. Im BrandenburgViewer der Landesvermessung und Geobasisinformation Brandenburg (LGB) wird der gesamte Lauf von der Quelle bei Babben bis zur Mündung in den Südumfluter als Dobra bezeichnet.
Bis zum Zusammenfluss mit dem Boblitzer Dorfgraben ist die Eisenhydroxid-Belastung der Dobra sehr gering. Danach nimmt die Verockerung des Baches zu, da der Boblitzer Dorfgraben als Absetzstrecke für eingeleitetes Filterbrunnenwasser aus dem Tagebau Seese-Ost genutzt wird. Die Eisenockerbelastung beträgt ab dort etwa 50 mg/l. Am 26. Oktober 2015 wurde in der Dobra bei Boblitz ein pH-Wert von 7,5 gemessen.